# باتريك إيزابيلا
باتريك إيزابيلا هو مدرب كرة قدم ولاعب كرة قدم سويسري في مركز الوسط، ولد في 1971. لعب مع نادي ساسولو.